# Seo Mi-jung
Seo Mi-jung (10 febbraio 1980) è una schermitrice sudcoreana, specialista del fioretto.

## Palmarès
In carriera ha conseguito i seguenti risultati:
- Mondiali di scherma

Lipsia 2005: oro nel fioretto a squadre.
Torino 2006: bronzo nel fioretto a squadre.
Parigi 2010: bronzo nel fioretto a squadre.